# De engelen van Bergen
De engelen van Bergen (en: Angels of Mons) is een Britse legende ontstaan aan het begin van de Eerste Wereldoorlog.
Britse troepen zouden door engelen zijn bijgestaan bij hun terugtocht tijdens de slag bij Bergen. De oorsprong van de legende is vermoedelijk terug te voeren tot het kortverhaal The Bowmen van Arthur Machen.

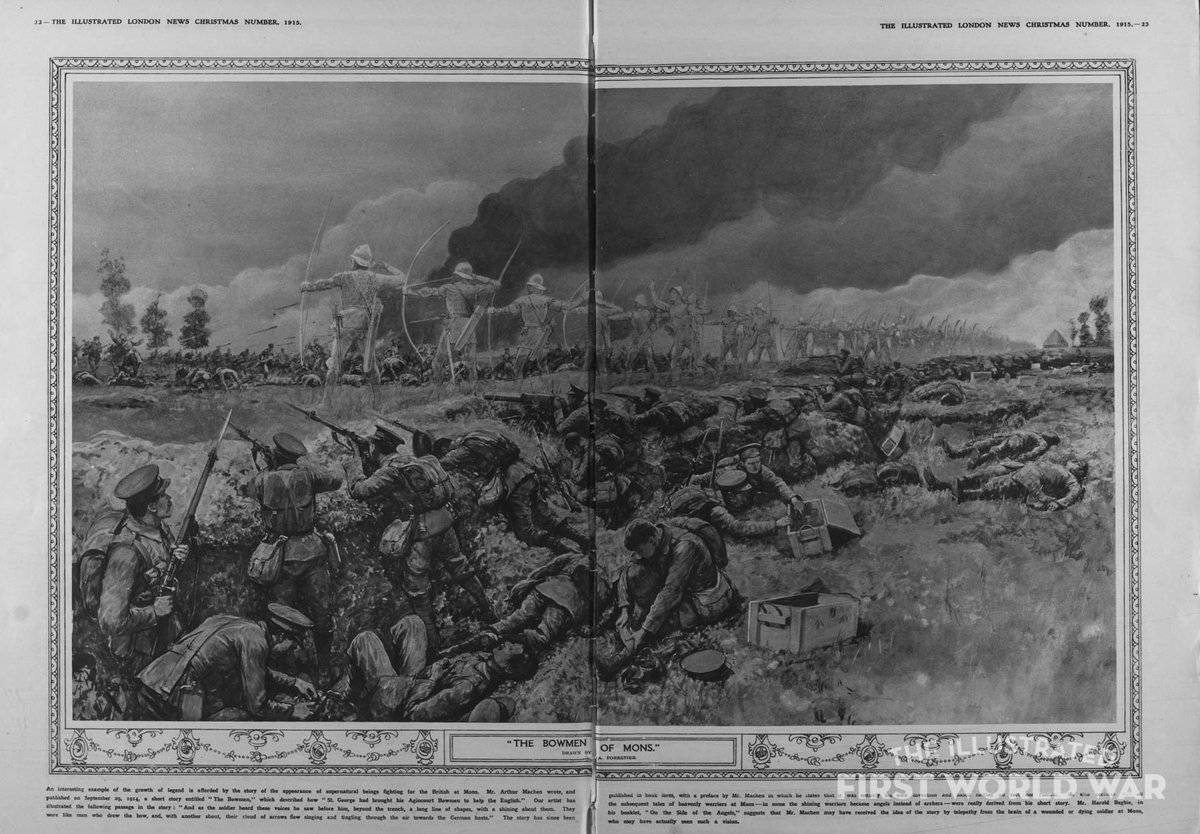
Illustrated London News 29 november 1915

## Situatie
Op 4 augustus 1914 viel Duitsland het neutrale België binnen omdat het weigerde vrije doorgang tot Frankrijk te verlenen. De Duitsers rukten op richting Frankrijk, veroverden Luik, vielen Brussel binnen en Charleroi aan. Op 23 augustus 1914 vond de slag bij Bergen plaats, de eerste slag waaraan troepen van de net op het Europese vasteland gearriveerde British Expeditionary Force deelnamen. Net als de Belgen en Fransen de voorgaande dagen dienden de Britten voor het Duitse overgewicht op de vlucht te slaan. Na enkele dagen stopten de Duitsers onverwacht de achtervolging. Deze Duitse koerswijziging zou later als 'het wonder van de Marne' bekend komen te staan.

## De legende
Een schare engelen zou tijdens de Britse terugtocht in de slag bij Bergen de Britten bijgestaan en de Duitse achtervolging gestopt hebben.
Nog tijdens de oorlog schreef Sydney C. Baldock een pianosolo, componeerde Paul Paree een wals en regisseerde Fred Paul een stomme film hierover, allemaal genaamd Angels of Mons. Er werden talrijke boeken en artikelen over de engelen van Bergen geschreven. In verscheidene geallieerde landen werden engelen afgebeeld op postkaarten en reclameposters voor oorlogsobligaties en rekrutering.

## Oorsprong
Aangedaan door binnenkomende berichten over de slag bij Bergen en geïnspireerd tijdens een misviering publiceerde Arthur Machen, een schrijver van fantastische verhalen en journalist, op 29 september 1914 het kortverhaal The Bowmen in The Evening News. In het verhaal riep een soldaat Sint-Joris aan, de beschermheilige van Engeland, waarna een "rij gedaanten omringd door een schijnsel verscheen" en pijlen afschoot op de Duitsers. Het waren geesten van boogschutters. De Duitsers sneuvelden met duizenden maar op hun lichamen waren geen wonden te zien.
Het kortverhaal stond niet duidelijk onder fictie ingedeeld. Sommige lezers namen het voor waargebeurd aan. Het duurde wel even voor de legende aan kracht won. Pas in 1915 toen het de Britten niet goed ging aan het front zou de legende aan aanhang winnen. Priesters joegen de geruchten aan om de bevolking een hart onder de riem te steken. Vooral religieuze tijdschriften en kranten namen het verhaal over. Geruchten over ooggetuigen, soldaten die iets zouden gezien hebben, deden de ronde. Het verhaal begon een eigen leven te leiden. De gedaanten werden engelen. Steeds was er sprake van bovennatuurlijke inmenging, enkel de details verschilden.
Machen werd door verschillende mensen aangeschreven om informatie te geven over zijn bronnen en antwoordde steeds dat het verhaal fictief was. Hij publiceerde artikelen waarin hij het verhaal ontkrachtte. In het voorwoord van zijn boek The Bowmen and Other Legends of the War, uitgebracht in 1915, beschreef hij hoe het verhaal tot stand was gekomen. The Society for Psychical Research bestudeerde de geruchten en kwam tot de conclusie dat er alleen sprake was van geruchten uit tweede of derde hand. Ook aan Duitse kant werden geen bewijzen gevonden voor onverklaarbare gebeurtenissen of bovennatuurlijke tussenkomsten tijdens de slag bij Bergen.